# Дом Солнц
Дом Солнц (англ. House of Suns) — роман в жанре научной фантастики, написанный Аластером Рейнольдсом.

## Сюжет
Время и место развития событий
Большая часть описываемых событий происходит в далеком будущем примерно через 6 миллионов лет. К этому времени человечество распространилось по всей Галактике, которая, как следует из описания, практически лишена иной разумной жизни. Люди существуют в Галактике в виде множества человеческих и постчеловеческих цивилизаций на разных ступенях развития. Единственная нечеловеческая цивилизация, существующая параллельно с людьми — цивилизация роботов, известная как Машинный Народ, которая мирно сосуществует с людьми. Технологии, доступные людям, крайне разнообразны и включают в себя анти-гравитацию, подавление инерции, силовые поля, поле стазиса. Также в романе упоминается «Отсутствие» — загадочное исчезновение галактики Андромеда. Существование крупных галактических империй ограничено субсветовой скоростью перелета, требующей тысячелетий пути между звёздами, что препятствует поддержанию прочных связей между колониями. Самыми могущественными организациями в Галактике являются Линии, состоящие из индивидуальных членов-представителей — шатерлингов. Линии не населяют планеты. Вместо этого они непрерывно путешествуют по Галактике, периодически встречаясь на общем сборе, который происходит каждый Галактический год, около 220 тысяч лет. События, происходящие в романе затрагивают Линию Горечавки, также называемую Домом Цветов, так как каждый шатерлинг этой линии носит имя какого либо цветочного растения. Дом Цветов состоит из 999 клонов Абигейл Джентиан, как мужчин, так и женщин, и её самой как тысячного шатерлинга. При этом никому из шатерлингов неизвестно, кто из них подлинная Абигейл. Шатерлинги путешествуют по Галактике, собирая знания, предлагая свою помощь молодым цивилизациям и исследуя Вселенную.
Краткое содержание
Роман разделен на девять частей, первая глава в каждой из них описывает события из далекого прошлого Абигайль Джентиан (Gentian с англ. — «Горечавка») 6 миллионов лет назад, примерно XXXI век н. э., до создания Линии. Каждая последующая глава ведётся от первого лица одного из двух шатерлингов — Лихнис (англ. Campion) и Мускусная Роза (англ. Purslane). Между ними существуют личные отношения, порицаемые и запрещаемые правилами Линии.
Роман начинается тем, что Лихнис и Мускусная Роза опаздывают на 32-й сбор Линии Горечавки примерно на 50 лет. Чтобы выиграть время, они направляются к постчеловеческому существу, известному как Атешга, в надежде, что им удастся заменить старый корабль Лихтиса «Далианс», который прослужил уже несколько миллионов лет, на более быстрый. Атешга обманом завлекает их в ловушку в месте своего обитания — Сатурноподобной планеты-гиганта, но шатерлингам путём угрозы сообщения Линии о предательстве удается не только вырваться, но и получить безвозмездно новые части двигателей и спасти из плена Атешги узника — золотого робота по имени Гесперус, который являлся представителем Машинного Народа. Вернув его (шатерлинги надеялись на присутствие делегатов от Машинного Народа как гостей кого-нибудь из шатерлингов Линии), можно было не только оправдаться за опоздание, но и наладить более крепкие и дружественные отношения с этой цивилизацией.
Однако по приближении к планетной системе, где должен был происходить сбор Линии, они принимают сигнал от Овсяницы — ещё одного шатерлинга, который сообщает о жестокой атаке на систему, в результате чего почти вся Линия Горечавки была уничтожена. О нападавших неизвестно ничего, как и о причинах нападения. Единственная зацепка — оружие убийц: Гомункулюсовы пушки — короткодействующее, но необычайно мощное устройство на принципах искривления пространственно-временного континуума. Секрет производства этого оружия принадлежит Линии Марселинов, которая должна была уничтожить все ранее созданные пушки и не допускать их повторного использования.
Несмотря на предупреждения Овсяницы, Лихнис и Мускусная Роза входят в полностью разрушенную систему (от планет остались лишь пыль и щебень, в виде туманности рассеянные вокруг центрального солнца) для поиска возможно выживших. Им удаётся спасти нескольких чудом уцелевших шатерлингов, укрывавшихся на полуразрушенном корабле в поле стазиса, к тому же сумевших взять в плен нескольких нападавших. Гесперус, решивший вступить в схватку на стороне Линии, остался прикрывать отход корабля Розы «Серебряные крылья утра» и в результате получил серьёзные повреждения. Группа направилась к резервной точке сбора, планете Ньюм.
На Ньюме они встретили выживших (около 50 человек). Также там находились два представителя Машинного Народа: Каденция и Каскад. Линия решает допросить пленных, но практически не получает результатов, кроме туманных намеков на то, что значение имела информация, добытая Мускусной Розой и ещё более туманных упоминаний о некоем Доме Солнц. В эти дни загадочным образом погибает Цифелия, один из шатерлингов, занятых поиском этой информации. Шатерлинги начинают понимать, что среди них активно действуют предатели.
В качестве наказания Мускусной Розы Линия решает отдать её «Серебряные крылья утра», самый быстрый из кораблей Линии, Каденции и Каскаду с тем, чтобы они скорее попали к Машинному Народу и, возможно, оказали какую-либо помощь Линии.
Гесперус, критически повреждённый и так и не пришедший в себя, был показан Духу Воздуха, очень древнему постчеловеку-машине, живущему в атмосфере Ньюма. Дух Воздуха унес Гесперуса и позднее вернул его, по-прежнему без сознания. Каденция и Каскад решают увезти его с собой на «Крыльях». Мускусная Роза с роботами прибывает на свой корабль и направляется в рубку управления при помощи моста — силополевого сверхбыстрого лифта. В этот момент Гесперус оживает, выталкивает её из моста, запирая тем самым Каденцию и Каскада внутри поля. Он объясняет, что изначальной целью роботов было убить его и захватить корабль. Он уговаривает Мускусную Розу немедленно выбросить роботов в космос. Ошарашенная быстрым поворотом событий, она медлит, и роботы взламывают компьютер корабля, перехватывая управление. Корабль покидает Ньюм, унося Мускусную Розу и Гесперуса с собой. Лихнис и ещё несколько шатерлингов отправляются в погоню.
Гесперус и Мускусная Роза укрываются в маленьком корабле, одном из множества, хранящихся в огромном трюме «Серебряных крыльев утра». Гесперусу, а точнее гибриду прежнего Гесперуса и Духа Воздуха, которым он стал, удается захватить Каденцию, взломать её разум и считать память. Выяснилось, что Каденция и Каскад узнали, что Линии послужили причиной уничтожения когда-то существовавшей машинной цивилизации, называемой ныне Первые Машины. Общность (содружество всех Линий), испугавшись и устыдившись последствий нечаянного геноцида, стерла всю информацию об этом. К несчастью, стерта была не вся информация. То, что хранилось в архивах кураторов Бдения, могучей постчеловеческой цивилизации, частично оказалось среди добытых Мускусной Розой данных. Тайная организация, созданная Общностью, Дом Солнц, обязана была следить за секретностью и недоступностью подобной информации. Дом Солнц решил уничтожить Линию Горечавки, чтобы не допустить утечки информации. Каскад и Каденция спешат к одному из древних сооружений Линии Горечавки — звёздной дамбе.
Звёздные дамбы строились из миров-колец, созданных давно исчезнувшими обитателями Галактики — Предтечами. Звёздная дамба сдерживала внутри себя сверхновую звезду, даже взорвавшуюся, с целью предотвращения уничтожения жизни в близлежащих звёздных системах. Открыть дамбу можно было лишь с помощью уникального ключа, генератора гравитационных волн, несущих уникальный код. Как оказалось, Предтечи оставили после себя не только кольца, но и уникальный объект — кротовую нору такого размера, что через неё мог пройти корабль. Некоторому числу Первых Машин удалось спастись от эпидемии, вызванной к жизни Общностью. Понимая, что в Галактике им не выжить, они скрылись в этой кротовой норе. Каденция и Каскад решили открыть дамбу, войти в нору и призвать обратно потомков Первых Машин с целью начала галактической войны в качестве мести за геноцид. Для этого необходим был ключ. Этот ключ, как оказалось, тайно хранился на «Серебряных крыльях утра». До этого роботами уже была предпринята такая попытка с другой дамбой, открытой по ошибке и действительно содержавшей плазму взрыва сверхновой. В результате была сожжена целая империя, объединявшая несколько звёздных систем.
В ходе погони шатерлинги выяснили, что предателем и тайным представителем Дома Солнц среди них является Калган. Чтобы предотвратить случившееся, они открывают огонь по обоим кораблям: Калгана и Розы. Калган попадает в плен Линии, и большая часть кораблей возвращается на Ньюм. «Серебряные крылья утра» оправдывает славу самого быстрого корабля и уходит практически невредимой. Преследовать её остается один Лихнис. Лихнис преследует корабль в течение 60 тысяч лет. В это время люди находятся в состоянии «ожидания» — замедления времени при помощи поля стазиса. Каскад и Гесперус все это время ведут борьбу за управление кораблем, используя свои тела для построения своеобразного мицелия, охватившего все системы корабля. Предотвратить вскрытие дамбы и проход сквозь кротовую нору тем не менее не удается. Лихнис следует за «Крыльями», и его корабль выныривает в галактике Андромеды. Сразу же выясняется, что никакого поглощающего щита вокруг неё нет, а так называемое Отсутствие сейчас покрывает нашу Галактику. Пытаясь отыскать Мускусную Розу, Лихнис натыкается на сигнал Линии, исходящий из небольшой планетной системы, окруженной странным образованием — огромными, порядка размеров орбит, моделями правильных многогранников. Сигнал Линии исходит от планеты, обращающейся вокруг звезды внутри многогранников.
Высадившись на планету, он встречает механическое разумное существо, представившееся как представитель Первых Машин. Представитель сообщает, что он остался последним, остальные покинули галактику через аналогичные кротовые норы. Отсутствие является следствием существования кротовой норы между галактиками. Так как путешествие по ней могло бы нарушить принцип причинности, вселенная предотвращает его нарушение путём недопущения прохождения сигнала между галактиками иным способом кроме как через нору. Робот сообщает ему, что первые машины не собираются мстить людям, и просит дать его народу хотя бы несколько миллионов лет для того, чтобы переместиться в такие части вселенной, чтобы никогда больше не встретиться с человечеством. В конце разговора он показывает Лихнису то, что осталось от «Серебряных крыльев утра»: Гесперус, ценой потери своего разума, перестроил тело таким образом, чтобы образовать саркофаг, сохранивший в стазисе Мускусную Розу.

## Отзывы
В своей рецензии на сайте The A.V. Club Зак Хандлен, относя роман к чисто классической научной фантастике, назвал автора наследником Азимова и Кларка, продолжающего традиции прозорливого мышления. При этом Хандлен отметил, что Рейнольдс заметно продвинул скупую прозу жанра в этой «чрезвычайно захватывающей, умопомрачительной работе».

## Повести про эту вселенную
- «Ночи белладонны» (англ. Belladonna Nights). 2017
- «Тысячная ночь» (англ. Thousandth Night). 2005